# Кипарисија
Кипарисија (грч. Κυπαρισσία []) градић је у Грчкој, у области Пелопонеза. Кипарисија припада округу Месинија у оквиру периферије Пелопонез. 

## Положај
Кипарисија се налази у крајње југозападном делу Пелопонеза, на 67 километара удаљениости од Каламате, седишта округа. Од главног града Атине Кипарисија је удаљена 260 километара југозападно. Градић се сместио до Јонског мора, на 50 метара надморске висине. 

## Становништво
Традиционално становништво Кипарисије су Грци. У последња три пописа кретање становништва било је следеће:
| 1981. | 1991. | 2001. |
| ----- | ----- | ----- |
| 4.636 | 5.149 | 5.708 |

| 1981. | 1991. | 2001. |
| ----- | ----- | ----- |
| -     | 4,125 | 8,648 |